# Raciborzanie
Raciborzanie (Raciborzany) – śląska grupa etnograficzna ludności polskiej zamieszkująca tereny nad górną Odrą, w okolicach Raciborza (razem z grupą Krawaków).